# Astragalus persepolitanus
Astragalus persepolitanus är en ärtväxtart som beskrevs av Pierre Edmond Boissier. Astragalus persepolitanus ingår i släktet vedlar, och familjen ärtväxter. Inga underarter finns listade i Catalogue of Life.